# Нефтехим
Общество с ограниченной ответственностью «Научно-производственное предприятие Нефтехим» (ООО «НПП Нефтехим», ранее называлось ПАО «НПП Нефтехим», ОАО «НПП Нефтехим», Краснодарский филиал ВНИИНефтехим, Краснодарский филиал Ленинградского научно-производственного объединения «Леннефтехим», Дочернее АО «Нефтехим») — научно-исследовательская и инжиниринговая компания, специализирующаяся на разработке технологий и катализаторов для получения автобензинов. Основана в 1951 году. Находится в городе Краснодар. Член Ассоциации нефтеперерабочиков и нефтехимиков.

## Продукция
- Проектирование и лицензирование установок изомеризации (Изомалк-2[1], Изомалк-3, Изомалк-4) и установок риформинга (с неподвижным слоем катализатора)
- Катализаторы изомеризации (СИ-2, СИ-3, СИ-4) и катализаторы риформинга (REF-125, REF-130, RC-12)
- Катализаторы изомеризации ксилолов (ИК-112, ИК-78), диспропорционирования и трансалкилирования алкилароматических углеводородов
- Аналитические исследования (каталитических, химических и физических свойств катализаторов, испытания катализаторов на пилотных установках)[2]

Наиболее известная разработка — технология изомеризации пентан-гексановых фракций Изомалк-2, впервые внедренная в 2003 году на перепрофилированной установке риформинга ОАО «Уфанефтехим».
За «создание и широкомасштабное внедрение российской конкурентоспособной технологии изомеризации и промышленных комплексов „Изомалк“ для крупнотоннажного производства автобензинов, соответствующих требованиям европейских стандартов», коллективу разработчиков присуждена премия Правительства России в области науки и техники (2011).

## История
Целью создания научно-производственного предприятия было проведение исследований и опытно-промышленных испытаний отечественных катализаторов риформинга бензиновых фракций. Полученные результаты легли в основу серийного строительства промышленных установок риформинга на всех нефтеперерабатывающих заводах СССР. С момента акционирования в 1995 году основной тематикой для «НПП Нефтехим» стали процессы изомеризации и риформинга бензиновых фракций с разработкой и производством соответствующих катализаторов.